# Piotr Kożuszko
Piotr Kożuszko ros. Петр Васильевич Кожушко (ur. 1909 w Kamieńsku (późn. Dnieprodzierżyńsku), zm. w 1991) – Ukrainiec, radziecki i polski pułkownik, szef Głównego Zarządu Informacji Wojska Polskiego od września 1944 do grudnia 1945; członek WKP(b).

## Życiorys
Funkcjonariusz WCzK-OGPU-NKWD od 1933.
W latach 1933–1941 zastępca szefa 5 Wydziału Zarządzania NKWD, od początku 1944 w dyspozycji Głównego Zarządu Kadr
Ludowego Komisariatu Obrony ZSRR, bliski współpracownik gen. mjra NKWD Gieorgija Żukowa, z okresu jego pracy w strukturach WP w ZSRR dowodzonych przez gen. Władysława Andersa, oraz zastępcy ludowego komisarza spraw wewnętrznych ZSRR, gen. płka Iwana Sierowa.
Od 14 maja 1943 Szef Oddziału Informacji 1 DP im. T. Kościuszki, następnie (od 28 października 1943 Wydziału Informacji Korpusu i od lipca 1944 Wydziału Informacji 1 Armii Wojska Polskiego). 10 września 1944 zorganizowano Zarząd Informacji Naczelnego Dowództwa WP (ZI ND WP), Kożuszko 22 października 1944 stanął na jego czele. Dwa miesiące później – 30 listopada 1944 – rozkazem nr 129 Naczelnego Dowódcy, Zarząd Informacji Naczelnego Dowództwa Wojska Polskiego został przekształcony w Kierownictwo Informacji WP, a następnie – 12 września 1945 – przemianowany na Główny Zarząd Informacji Wojska Polskiego (GZI WP). Kożuszko kierował tymi formacjami do 15 grudnia 1945, po czym 21 grudnia 1945 został odwołany do ZSRR.

## Nominacje
- 11 grudnia 1935 sierżant bezpieczeństwa państwowego[4]
- 28 października 1943 podpułkownik[5]
- 22 października 1944 pułkownik[6]

## Nagrody i odznaczenia
- 28 października 1943 Order Czerwonej Gwiazdy[7]
- 11 listopada 1943 Order Czerwonego Sztandaru[1]
- 03 listopada 1944 medal Za Zasługi Bojowe[8]
- 29 czerwca 1945 Order Czerwonego Sztandaru[9]
- 29 czerwca 1945 Order Czerwonego Sztandaru[10]
- 29 października 1948 Order Czerwonej Gwiazdy[11]